# دوناش بن لبرط
دوناش بن لبراط (بالعبرية: דוֹנָש הלוי בֵּן לָבְרָט) (920، فاس - 990، قرطبة) شاعر ونحوي وحاخام يهودي مغربي. هو أول من أدخل أوزان الشعر العربي إلى العبرية.

## مسيرته
ولد دوناش بن لبرط بفاس بالمغرب الأقصى، واسم دوناش هو من أصول بربرية أمازيغية. سافر في شبابه إلى بغداد لطلب العلم على أيدي الحاخام سعيد الفيومي ثُم عاد إلى فاس بعد ذلك. طلب منه زعيم يهود الأندلس حسداي بن شفروط أن يحضر إلى قرطبة ويعمل هناك تحت إمرته، تحت ظل الدولة الأموية في الأندلس.

### اهتمامه بالنحو
رد دوناش على كتاب مناحيم بن سروق المعنون ب«محبريت» (دفاتر) وخطّأه، واعتبر أن مناحيم قد فشل في رؤية العلاقة النحوية بين اللغة العربية واللغة العبرية. وقدم بحثه إلى حسداي بن شفروط. بالإضافة إلى ذلك كتب دوناش كتاباً يحتوي على مائتي ملاحظة انتقد فيها كتاب معلمه القديم، الحاخام سعيد الفيومي.

### الشعر
يعتبر دوناش مؤسس الشعر الأندلسي بالعبرية، حيث أدخل أوزان الشعر العربي إلى العبرية للمرة الأولى وميز بين حروف العلة الطويلة والقصيرة. كانت هذه الأوزان الشعرية أساسا للشعر العبري في العصور الوسطى اللاحقة، وتعرض لانتقادات طلاب مناحيم بن ساروق. كان دوناش أول النحاة العبريين النحويين الذين ميزوا بين الأفعال اللازمة والمتعدية، واعتمد على وزن الفعل بجذوره الثلاثة «فَعَلَ» في العبرية كما ميز بين أوزان الفعل الخفيف والثقيل (فَعَلَ وفَعَّلَ).
وقد أدرجت بعض قصائده في القداس اليهودي، ك «دفاي هاساير» و «درور يكرا». يصفه سليمان بن جابيرول على أنه أعظم شاعر في زمانه.